# Cladosporium coralloides
Cladosporium coralloides är en svampart som beskrevs av W. Yamam. ex Dugan, K. Schub. & U. Braun 2004. Cladosporium coralloides ingår i släktet Cladosporium och familjen Davidiellaceae.   Inga underarter finns listade i Catalogue of Life.